# Flimwell
Flimwell är en by i East Sussex i England. Byn är belägen 36,5 km 
från Lewes. Orten har 1 137 invånare (2015).